# قالب کفش

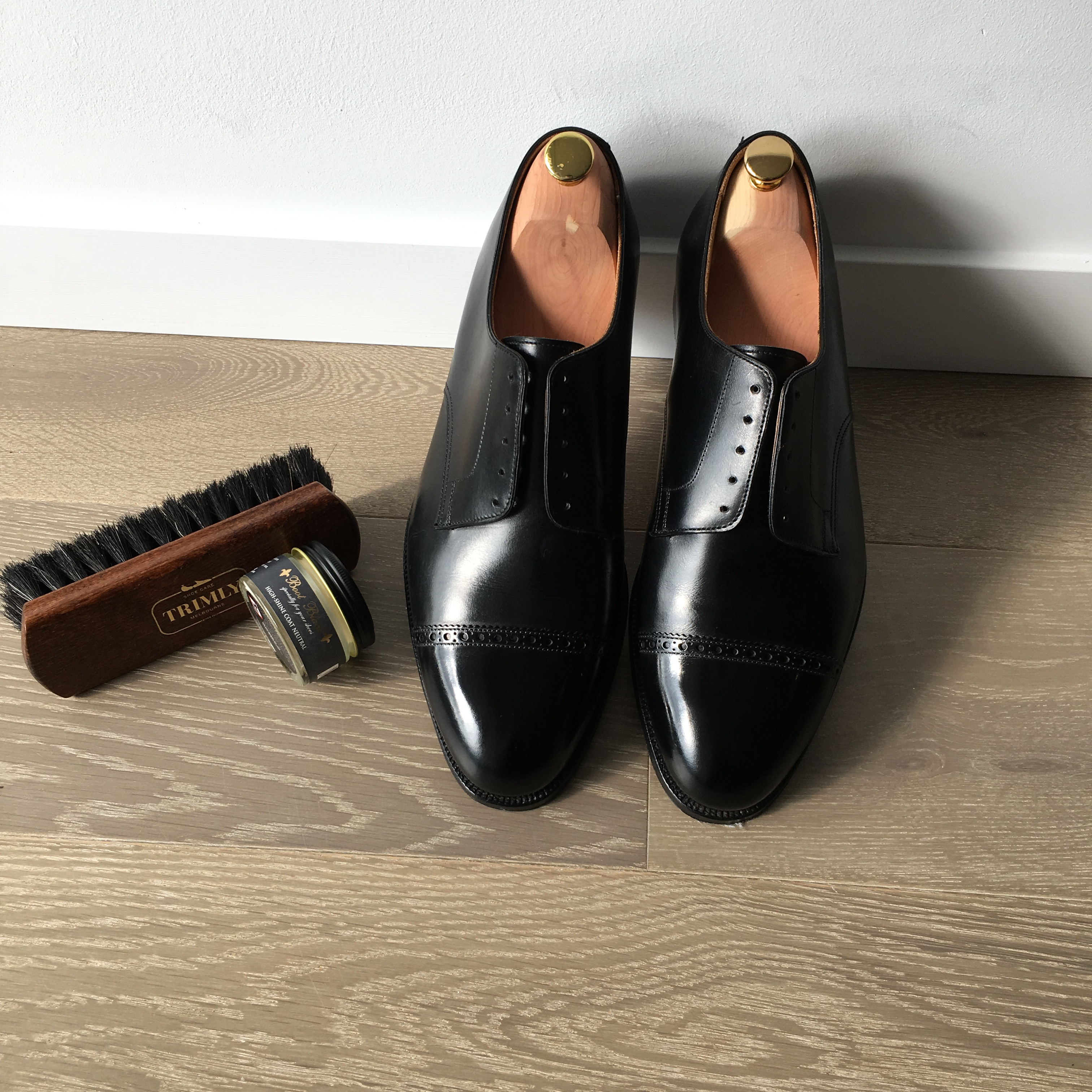
کفش و قالب کفش

قالب کفش (انگلیسی: Shoe tree) ابزاری است که مانند یک پا در درون کفش قرار می‌گیرد تا شکل آن را حفظ کند، از ایجاد چین و چروک در آن جلوگیری کند و در نتیجه عمر کفش را افزایش دهد.
شاید مهمتر از حفظ شکل، قالب کفش نیز نقش مهمی در از بین بردن رطوبت ناشی از عرق دارند که یکی از دلایل اصلی پوسیدگی پوشش و تخریب چرم است. این امر به ویژه زمانی که کفش ها بدون جوراب پوشیده می شوند بسیار مهم است.